# Leith (Schottland)
Leith [ˈliːθ], schottisch-gälisch: Lìte, ist ein Stadtteil der schottischen Hauptstadt Edinburgh.

## Geschichte

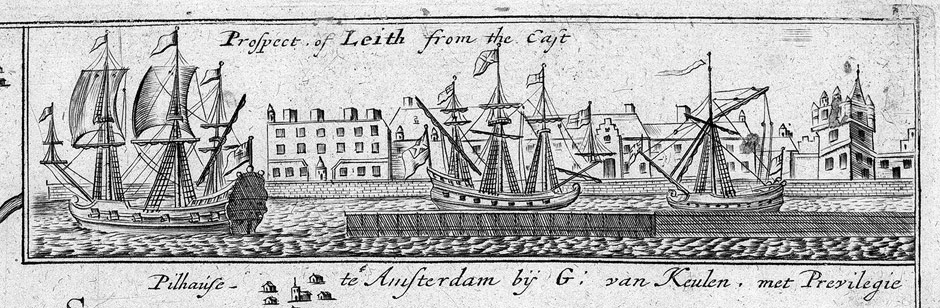
Leith, Ansicht in einem Buch von 1788

Ursprünglich war Leith eine eigenständige Stadt bei Edinburgh, die sich während der Schottischen Unabhängigkeitskriege im 13. Jahrhundert zu einem wichtigen schottischen Hafen entwickelte. In Leith wurden insbesondere Güter aus Frankreich und Skandinavien angeliefert. Vor allem Rotwein wurde in Fässern relativ jung aus Frankreich angelandet und dann in Kavernen unterhalb der Stadt weiterreifen und so eine besondere hochgeschätzte Note entwickeln gelassen. 1544 wird die Stadt von einer englischen Landungsarmee erobert und niedergebrannt. In den folgenden Jahrhunderten expandierte Leith weiter in Richtung tieferes Wasser. Während der industriellen Revolution des 19. Jahrhunderts kamen zu traditionellen Gewerbezweigen wie Zuckerraffinerie und Glasbläserei auch neue Erwerbsquellen wie Mühlen, die Herstellung von Biskuits und Seilen, Schiffbau, Weinimport und Holzhandel. In dieser Zeit des Aufschwungs wurden das Old Queens, das Albert, das Victoria, das Edinburgh und das Imperial Dock eröffnet.
Schiffbau hatte auch vor der industriellen Revolution bereits eine Tradition in Leith – hier wurde die Flotte James I. von Schottland gebaut. Später wurden in Leither Werften alle möglichen Arten von Schiffen konstruiert. Nach dem Zweiten Weltkrieg verlor das Schiffbauergewerbe in Leith an Wichtigkeit, die letzte Werft (Henry Robbs) schloss 1984.
Leith hatte auch eine besondere Bedeutung für die Entwicklung des Golfsports, da hier im Jahr 1744 die Gentlemen Golfers of Leith gegründet wurden.
In der Mitte des 20. Jahrhunderts verlor der Hafen immer weiter an Bedeutung und wurde so zu einem Armutsgebiet. Drogen, Prostitution und AIDS brachten der einstmals blühenden Stadt einen schlechten Ruf ein. Leith war der Ort in Großbritannien, in dem  AIDS bei Kindern am weitesten verbreitet war.
Heute wird der Hafen von Leith von Forth Ports PLC kontrolliert, der zweitgrößten Hafenbehörde des Vereinigten Königreichs. Von Kontinentaleuropa aus kommen noch immer Frachter mit Gütern wie Holz, Stahl, Kohle oder Zement an, außerdem dient der Hafen als Versorgungsbasis für die Erdöl- und Erdgasförderplattformen in der Nordsee.
In den 1990er Jahren begann massiv die städtebauliche und touristische Entwicklung in Leith. Neben Förder- und Investitionsprojekten wie dem von Sir Terence Conran entworfenen Einkaufs- und Vergnügungskomplex Ocean Terminal, bei dem die ehemalige königliche Yacht Britannia als Museumsschiff liegt, siedelte sich auch die schottische Verwaltung in dem ehemaligen Dockgebiet an. Darüber hinaus kommen jährlich über fünfzig Kreuzfahrtschiffe im Hafen an.

## Sport
Leith ist die Heimat des Hibernian FC, der an der Easter Road spielt. Die Easter Road liegt auf der alten Grenze zwischen Leith und Edinburgh. Demnach würde das north end (Nordtribüne) in Leith und das south end (Südtribüne) in Edinburgh liegen.

## Trainspotting
Weltweite Bekanntheit erreichte Leith durch den Roman Trainspotting von Irvine Welsh, der 1996 verfilmt wurde (Trainspotting – Neue Helden) – Handlungsort ist Leith. Im Buch geht es um eine Subkultur von jungen Drogensüchtigen, die in einer heruntergekommenen Umgebung wenig tun außer exzessiv Drogen, vor allem Heroin, zu nehmen. Dennoch gelten sowohl Buch als auch Film als einige der aussagekräftigsten Relikte der 1990er Jahre. Die beschriebenen Umstände scheinen wohl in Leith tatsächlich existiert zu haben, worauf die Aussagen von Irvine Welsh (dass es durchaus Vorlagen in der Realität von Leith gegeben habe) und von Regisseur Danny Boyle (man habe sich in Vorbereitung auf den Film intensiv mit der dortigen Drogenszene auseinandergesetzt, um dem Film Authentizität zu verleihen und habe sich zu diesen Zwecken auch im dortigen Drogenmilieu umgesehen) hindeuten. Im Internet finden sich auch viele Publikationen in schottischen Bulletin Boards und Zeitungsartikel, die sich mit den Realzuständen in Leith befassen. Der Nachfolgeroman Porno spielt wieder größtenteils in Leith, jedoch zehn Jahre später, und lässt auch diesmal kein angenehmes Licht auf die Stadt scheinen. Der einzige Hinweis auf eine Datierung der Geschichten findet sich in Porno, wo eine Protagonistin erzählt: „In den 80ern war das Wort des Jahrzehnts Ich, in den Neunzigern war es Wir und heute ist alles nur noch Irgendwie.“

## Musik
Das Lied „Sunshine on Leith“ aus dem gleichnamigen Album der schottischen Band The Proclaimers bezieht sich im Titel darauf, dass Leith von seinen Einwohnern auch „sunny Leith“ („sonniges Leith“) genannt wird.

## Persönlichkeiten
- Bob Clements (1866–1947), Fußballspieler
- Eric Melrose Brown (1919–2016), Testpilot
- David Harding (* 1937), Installations- und Videokünstler
- Irvine Welsh (* 1958), Schriftsteller
- Chris Small (* 1973), schottischer Snookerspieler